# فردریک بونیفاس
فردریک بونیفاس (انگلیسی: Frédéric Boniface؛ زادهٔ ۱۲ اکتبر ۱۹۷۱) بازیکن فوتبال اهل فرانسه است.
از باشگاه‌هایی که در آن بازی کرده‌است می‌توان به باشگاه فوتبال استاد رنس، باشگاه فوتبال دیژون و باشگاه فوتبال پاریس اشاره کرد.